# Fédération thermale de Belgique
 (juillet 2012).
La Fédération Thermale de Belgique est une association à vocation touristique fondée en 1955 à l’initiative d’Arthur Haulot, Commissaire général au Tourisme de Belgique. Elle a pour but de développer le thermalisme dans le pays et y associe pour cela trois cités, à l'origine, ayant des eaux de sources reconnues : Ostende, Chaudfontaine et Spa.
En 1959, le ministre de la Santé de l’époque reconnaît le thermalisme. En 1986, la source d’Ostende n’étant plus exploitée et la piscine du Thermes Palace fermée, les Flamands quittent la fédération. Spa et Chaudfontaine décident de poursuivre ensemble l’objectif de la fédération. Leur thermalisme mise aujourd’hui avant tout sur la prévention de la santé et le bien-être de la personne. Le siège de la Fédération est Avenue des Thermes, 65 à Chaudfontaine. Ses cinquante ans ont été fêtés et soulignés dans les anciennes et remarquables infrastructures des Bains de Spa créées en 1862.